# Djo-Bourgeois

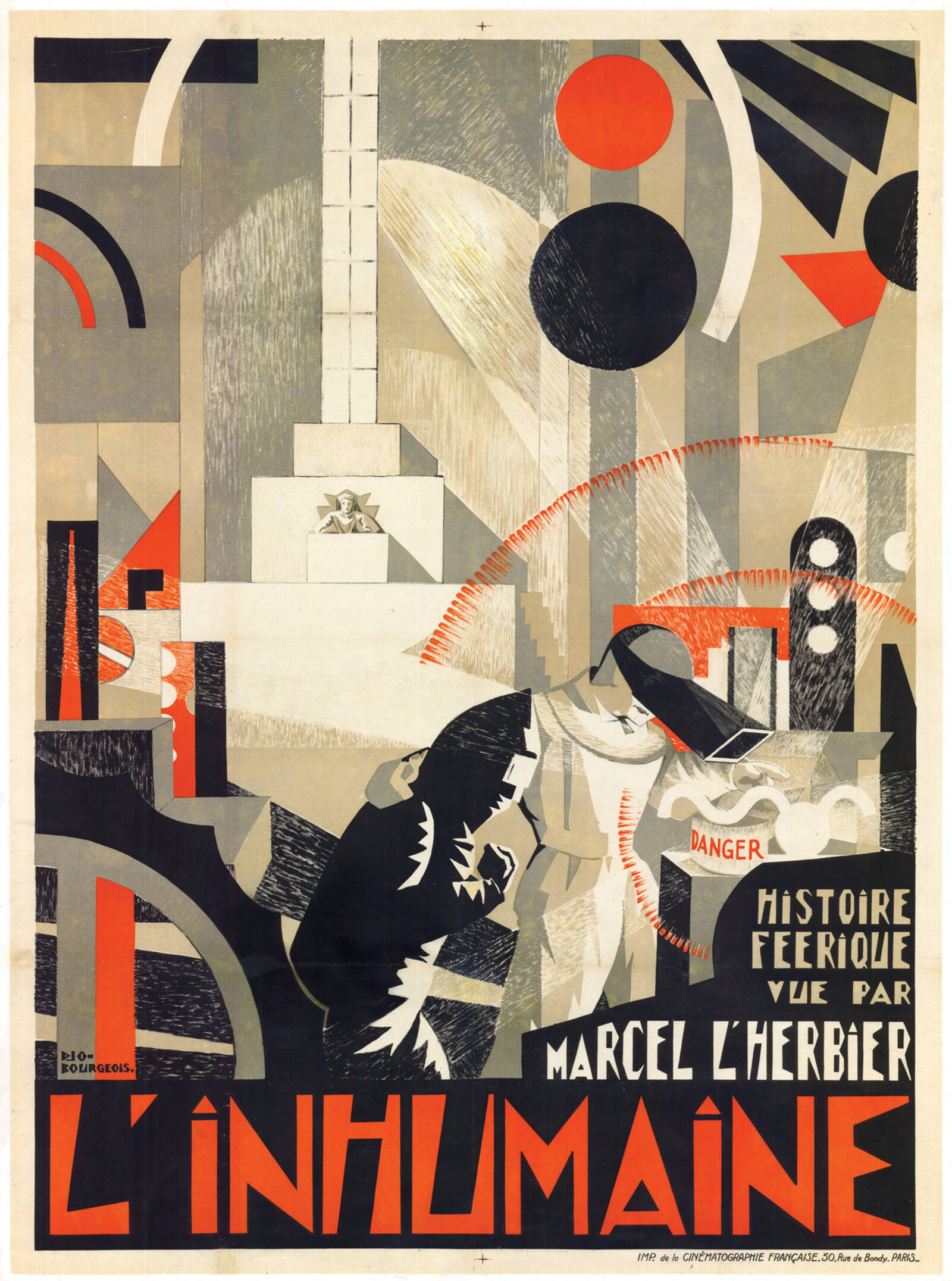
Filmplakat für L’Inhumaine mit einem Bild von Djo-Bourgeois

Djo-Bourgeois (* 18. April 1898 in Bezons; † 31. März 1937), eigentlich Georges Bourgeois, war ein französischer Architekt und Künstler des Art déco.

## Leben
Djo-Bourgeois studierte von 1914 bis 1922 an der seinerzeit sehr modern ausgerichteten École Spéciale d’Architecture. Nach dem Ende seines Studiums wandte er sich stärker der Gestaltung von Möbeln und der Innenausstattung zu als der Gebäudearchitektur. 1922 trat er zum ersten Mal öffentlich auf Ausstellungen in Erscheinung. Auf dem Salon d’Automne und dem Salon des Artistes Décorateurs präsentierte er unter anderem ein Boudoirzimmer. Neben Möbeln gestaltete er auch Kaufläden und architektonische Pläne, die er ab 1922 auf verschiedenen Ausstellungen vorstellte.
Im folgenden Jahr fand er eine Anstellung bei Le Studium Louvre. Er schuf dort eine große Zahl von Möbeln und Einrichtungsgegenständen, in der Regel aus Holz. 1924 wurde er eingeladen, an einem viel beachteten Bauvorhaben mitzuwirken, der von dem Architekten Robert Mallet-Stevens entworfenen Villa des Vicomte Charles de Noailles. Er gestaltete mehrere Innenräume, darunter das Esszimmer. 1925 machte er sich mit einem Atelier Rue Vaneau in Paris selbständig. Seine gestalterische Auffassung war von entschlossener Modernität und den Idealen des Bauhauses geprägt. Er strebte nach Einfachheit und höchster Funktionalität der Form und lehnte Dekor ab.
Für Professor Lahy, Psychiater am Spital Sainte-Anne in Paris, entwarf er dessen 1926 erbaute Villa in Saint-Clair und stattete seine Pariser Wohnung aus. Ab 1926 verwendete er zunehmend Metall als Material im Möbelbau. Einige seiner Modelle wurden von der renommierten holländischen Firma Metz & Co hergestellt und zum Verkauf angeboten. Eines der bemerkenswertesten Stücke ist ein runder Tisch, dessen gläserne Platte auf einer spiegelnden zylindrischen Säule aus vernickeltem Metall ruht. Der Maharadscha von Indore erwarb sie für seinen Palast.
1928 schloss er sich mit René Herbst und Charlotte Perriand zu einer Dreiergruppe zusammen, die gemeinsam auf den Salons von 1928 und 1929 ihre Arbeiten präsentierten.
1937 stellte er zum letzten Mal seine Arbeiten auf dem Pavillon des Artistes Décorateurs aus. Im selben Jahr starb er nach einer langwierigen Erkrankung.